# 布羅德維尤公園 (佛羅里達州)
布羅德維尤公園（英語：Broadview Park）是位於美國佛羅里達州布勞沃德縣的一個人口普查指定地區。

## 地理
布羅德維尤公園的座標為26°05′55″N 80°10′27″W / 26.09861°N 80.17417°W，而該地最高點為海拔高度5米（即16英尺）。

## 人口
根據2010年美國人口普查的數據，布羅德維尤公園的面積為0.70平方千米，當中陸地面積為0.70平方千米，而水域面積為0.00平方千米。當地共有人口7125人，而人口密度為每平方千米10,178人。